# Aoujeft (Département)
Das Département Aoujeft (Oujeft, arabisch مقاطعة أوجفت, DMG Muqātaʿat Auǧift) ist ein Département (Moughataa) in der Verwaltungsregion Adrar in Mauretanien. Hauptstadt des Départements ist Aoujeft.

## Geographie
Das Département liegt im nördlichen Zentrum des Landes. Es hat eine Fläche von 24.516 km² und nimmt den Südwesten der Verwaltungsregion Adrar ein. Benachbarte Départements sind im Uhrzeigersinn Atar im Norden, Chinguetti im Osten, Tidjikja in der Region Tagant im Südosten und im Westen Akjoujt in der Region Inchiri. Die Region ist geprägt durch das Adrar-Plateau.

## Bevölkerung
In der Region sind die Tukulor ansässig. Die Bevölkerungszahl des Départements hat in den Jahren 2000 bis 2023 von 20.181 auf 13.877 Einwohner abgenommen. Es besteht aus den Gemeinden
- Aoujeft (أوجفت)
- El Medah (المداح)
- Maeden (المعدن)
- Nterguent (إنتيركنت)